# Alba Fucens
Alba Fucens (nel XX secolo nota anche come Alba Fucente) è un sito sorto nel IV secolo a.C. come colonia di diritto latino in una posizione elevata e ben fortificata di circa 34 ettari a 966 m s.l.m. alle pendici del monte Velino in Abruzzo. È situata nel contemporaneo comune di Massa d'Albe (AQ) a ridosso del paese medievale di Albe, a pochi chilometri a nord della città di Avezzano.

## Origini del nome
Il toponimo "Alba", assai diffuso nel mondo latino, deriva da una comune radice proveniente dal protoindoeuropeo che significa "altura", ma anche "bianco". Secondo l'Olstenio il nome deriverebbe "dal campo all'intorno, sparso e pieno di sassi bianchi", e altri studiosi concordarono con tale ipotesi. Sulla base di alcune fonti storiche il nome potrebbe anche derivare da quello di Alba Longa, metropoli latina.
Per quanto riguarda l'aggettivo "Fucens" (o "Fucense"), questo si ricollegava al nome del vicino lago Fucino (in latino Fūcinus), a sua volta associato all'etnico Fūcentes, un appellativo dei Marsi che vivevano sulle sponde orientali del lago marsicano. I coloni di Alba Fucens erano detti "Albensi", mentre gli "Albani" erano quelli della madrepatria, come riportano in maniera esplicita diverse fonti storiche.

## Storia

### Origini e primo sviluppo della città

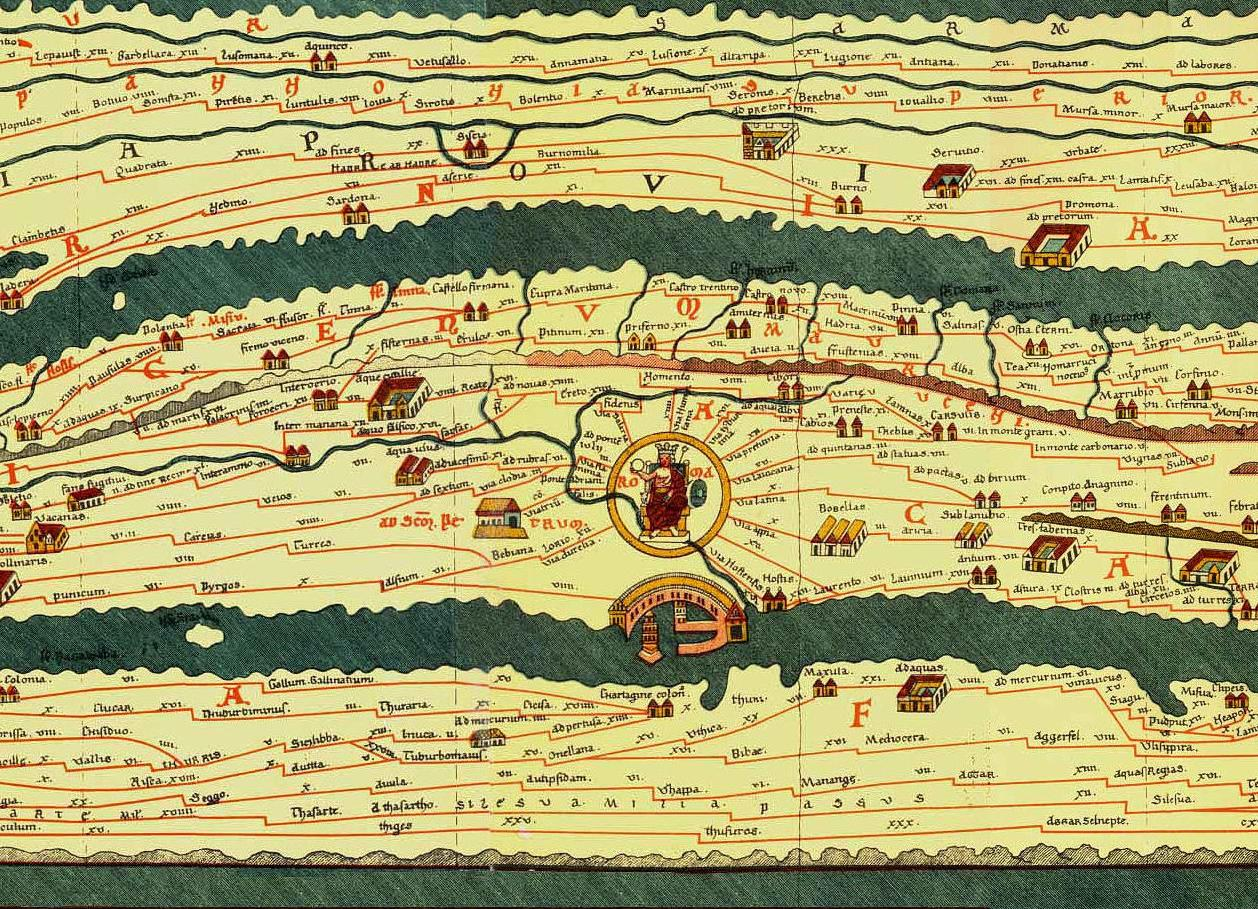
Alba Fucens a destra di Roma nella Tavola Peutingeriana: antica carta delle vie militari dell'Impero.

Fu fondata da Roma come colonia di diritto latino nel 304 a.C., o secondo altre fonti nel 303 a.C., nel territorio degli Equi, a ridosso di quello occupato dai Marsi, in una posizione geografica strategica. Si sviluppava su una collina appena a nord della via Tiburtina Valeria, arteria che probabilmente fu prolungata oltre Tibur in questo stesso periodo.

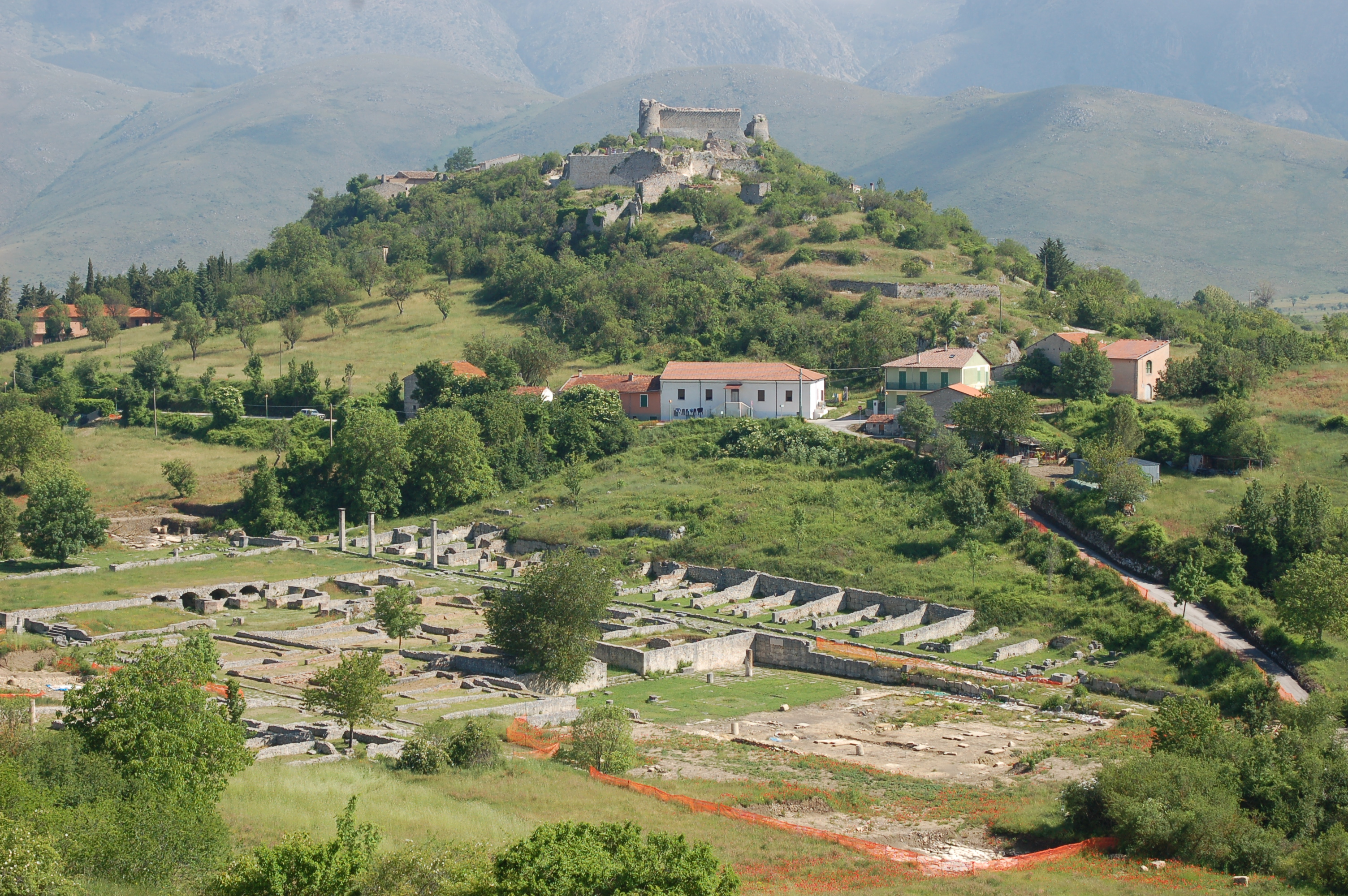
Veduta del sito archeologico e del sovrastante castello medievale

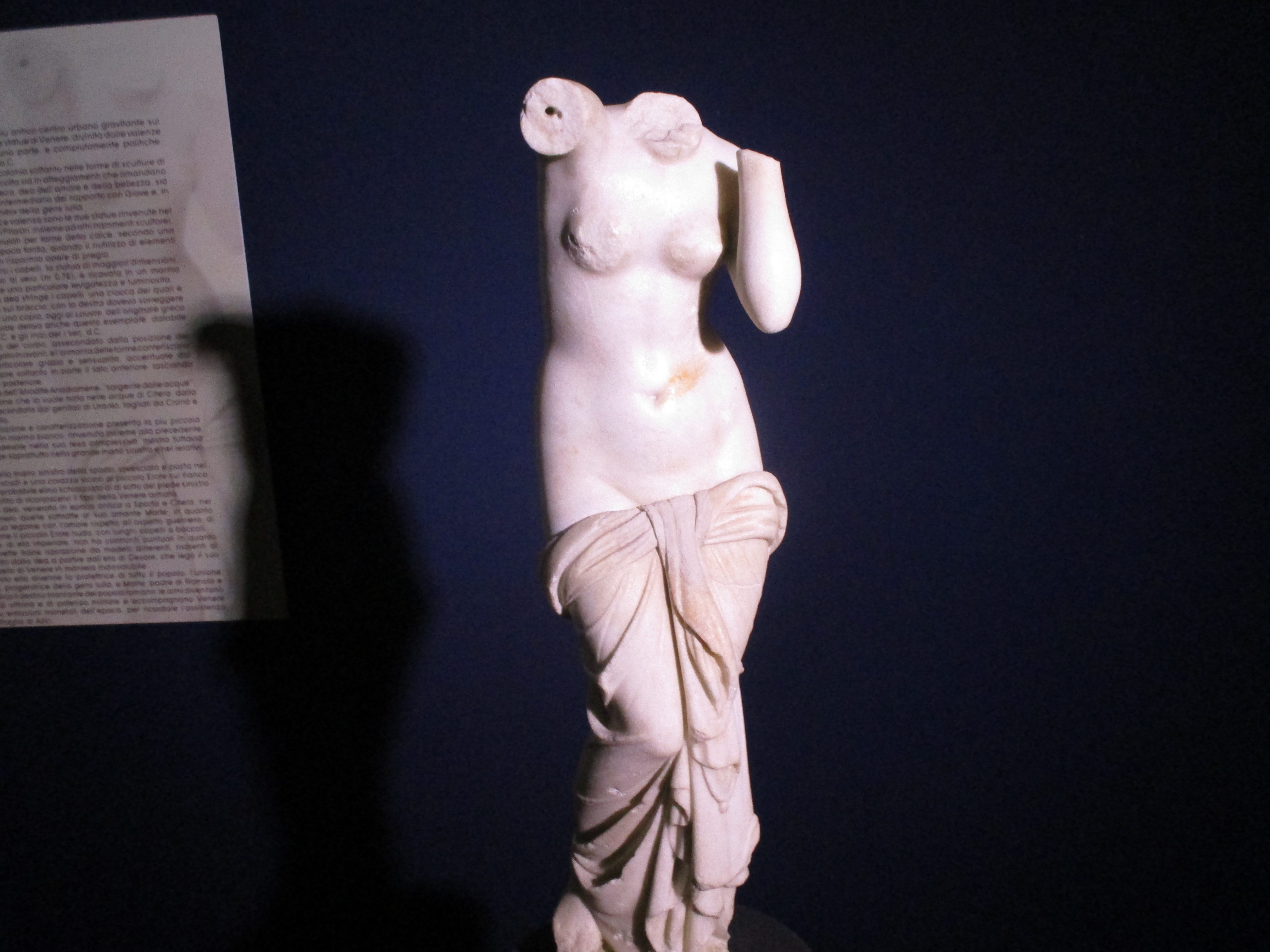
La Venere di Alba Fucens

Inizialmente fu popolata da 6 000 coloni che edificarono, negli anni immediatamente successivi al proprio stanziamento, una prima cinta muraria. Costoro, l'anno successivo alla fondazione, dovettero difendersi dagli attacchi degli Equi, che non potendo tollerare la presenza di una cittadella fortificata latina sul proprio territorio, tentarono, senza successo, di espugnarla.

### Età repubblicana
Durante la Seconda guerra punica Alba inizialmente rimase fedele alla madrepatria e, nel 211 a.C., inviò un contingente di 2 000 uomini per soccorrere Roma verso cui si stava dirigendo Annibale, ma in seguito, assieme ad altre undici colonie (Ardea, Nepete, Sutrium, Carsioli, Sora, Suessa, Circeii, Setia, Cales, Narnia, Interamna Nahars) rifiutò di fornire ulteriori aiuti e fu punita.
Si trasformò successivamente in un posto dove confinare importanti prigionieri di stato, come Siface re di Numidia, Perseo re di Macedonia, Bituito, re degli Arverni. Grazie alla propria ubicazione, la città fu sempre considerata strategicamente importante, soprattutto durante le guerre civili. Per tale ragione fu attaccata dagli alleati durante la Guerra sociale, ma rimase fedele a Roma.
Nella lotta fra Silla e Mario, la città prese le parti di quest'ultimo. Al termine del conflitto, Silla, per punirla e nel contempo soddisfare le richieste di uno dei suoi luogotenenti, Metello Pio, distribuì ai veterani di quest'ultimo parte del territorio di Alba Fucens. Coinvolta nel conflitto fra Cesare e Pompeo, ospitò una guarnigione di sei coorti agli ordini di Lucio Domizio Enobarbo, del bando pompeiano, poi arresesi alle legioni del conquistatore delle Gallie.
Subito dopo la morte di Giulio Cesare, nel 44 a.C., la legio Martia (arruolata tra i Marsi) si ammutinò contro il console Marco Antonio e passò dalla parte di Ottaviano, giovane pronipote nonché figlio adottivo di Cesare. La Martia, lasciando la litoranea all'altezza di Aternum, prese la via Valeria e si portò nella città fortificata di Alba Fucens, che per la sua posizione strategica permetteva di mantenere i contatti con Ottaviano e, se necessario, di impedire ad Antonio il transito verso l'Adriatico. Cicerone nelle Filippiche riporta così l'accaduto: "Ora questa legione [la Martia] si è acquartierata ad Alba Fucens. Quale altra città si poteva scegliere, ben fortificata e vicina, o più adatta per posizione naturale alle operazioni militari, o più fedele, o abitata da cittadini più coraggiosi o più attaccati alla nostra Repubblica? […] Chi, infatti, è stato più coraggioso, più devoto alla Repubblica, della legio Martia nel suo insieme? […] Mi sembra giusto, senatori, elevare ai soldati della legione Martia e a coloro che morirono combattendo con quella, il monumento più grande possibile. Le benemerenze di questa legione nei riguardi dello Stato sono grandi e incredibili". Appreso della defezione, Antonio rinviò la seduta senatoriale del 24 novembre e si precipitò ad Alba Fucens per ricondurre la legione all'obbedienza, ma senza risultato. Dopo la partenza di Antonio, Ottaviano raggiunse con le sue truppe Alba Fucens e ne scrisse al senato, come riportato anche da Appiano di Alessandria nelle sue Guerre civili presenti nel libro Storia Romana: "Intanto Ottaviano riunì presso Alba il suo esercito, che si formò delle due legioni Martia e Quarta, di altre due di veterani, e una di reclute: ne scrisse al senato, che si congratulò con lui". Successivamente, dopo aver saputo che anche la IV legione aveva fatto come la Martia, Marco Antonio rinunciò a far dichiarare nemico pubblico Ottaviano, che ora aveva con sé le due delle legioni più prestigiose e importanti dell'esercito.

### Età imperiale
La sua prosperità, nel periodo imperiale, è testimoniata dalle iscrizioni trovate. Fra queste se ne segnala una di particolare importanza relativa al destino del vicino alveo del Fucino, emerso a seguito del primo prosciugamento del lago effettuato nel I secolo per volontà dall'imperatore Claudio. Alba Fucens è menzionata per l'ultima volta da Procopio di Cesarea che ci tramanda come, nel 537, venisse occupata dai bizantini durante la guerra gotica.

### Età alto-medievale
Il sovrastante centro di Albe fu incluso intorno all'anno 860 nella contea dei Marsi, uno Stato alto medievale che ha avuto il suo momento di massima importanza tra il X e il XII secolo, allorquando il conte dei Marsi Berardo "il Francisco", rese indipendente la contea marsicana dal ducato di Spoleto a cui era soggetta. Con l'avvento dei Normanni e l'istituzione del Regno di Sicilia, Albe divenne il centro di riferimento politico e amministrativo della contea albense, dominio feudale esistito tra il XII secolo e il 1806, anno dell'abolizione dei feudi con la conseguente perdita dei diritti feudali.

## Area archeologica

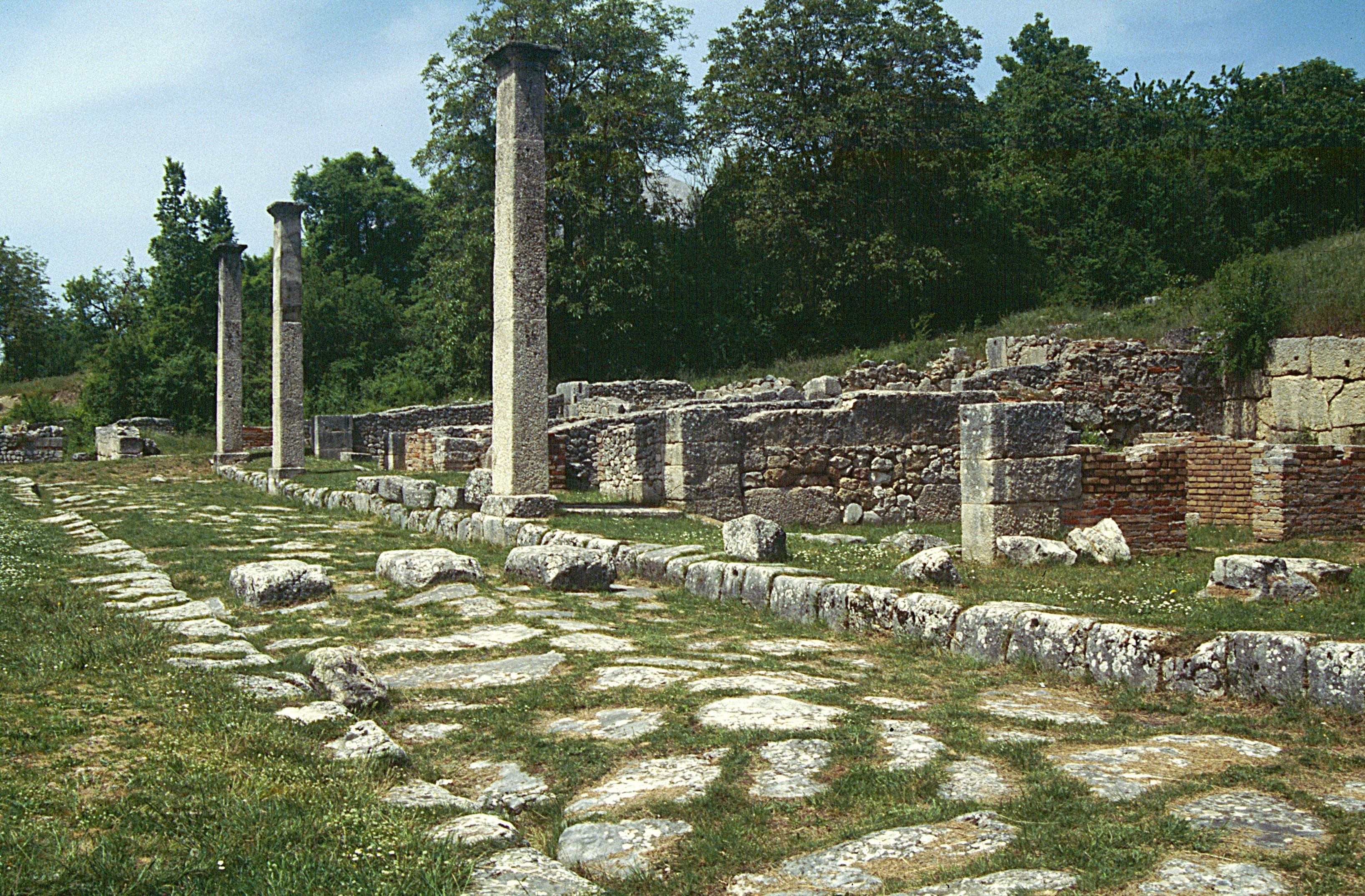
Via dei Pilastri.

### Struttura urbana
Nel secondo dopoguerra furono intrapresi per la prima volta scavi sistematici per approfondire le conoscenze storiche e culturali sulla città. Vennero effettuati a partire dal 1949 da un gruppo di lavoro belga dell'Università Cattolica di Lovanio guidato da Fernand De Visscher, seguito dal Centro belga di ricerche archeologiche in Italia centrale e meridionale diretto da Joseph Mertens. Ulteriori ricerche furono condotte a partire dal 2006 dalla Soprintendenza per i Beni Archeologici dell'Abruzzo.
La città, situata fra i 949 e i 990 m s.l.m. è racchiusa entro una cinta muraria lunga circa 2,9 chilometri che in gran parte si è ben conservata. Le pareti esterne, sono costruite con massi poligonali perfettamente incastonati fra di loro con superfici lisciate. C'è la presenza di una sola torre e di due bastioni a protezione di tre delle quattro porte principali. Su uno dei bastioni sono raffigurati simboli fallici che dovevano servire ad allontanare le forze malefiche.
Le porte principali sono la porta Massima, rivolta sulla via Valeria, la porta di Massa per la via che conduceva ad Aveia nei Vestini, la porta Fellonica rivolta sul versante della Res publica Aequiculanorum (Cicolano).
Sul lato settentrionale era stata approntata, per una lunghezza di circa 140 metri, una triplice linea difensiva eretta in epoche diverse. La più antica fu probabilmente edificata dai primi coloni anche se c'è chi sostiene che potrebbe essere anteriore all'arrivo dei conquistatori romani. La città iniziò a svilupparsi all'interno della cinta muraria nel III secolo a.C. e raggiunse la sua massima espansione in età imperiale. La struttura viaria urbana, chiaramente identificabile, era basata sull'incrocio degli assi stradali principali, tipico di altre città di fondazione latina.

### Edifici e luoghi di interesse

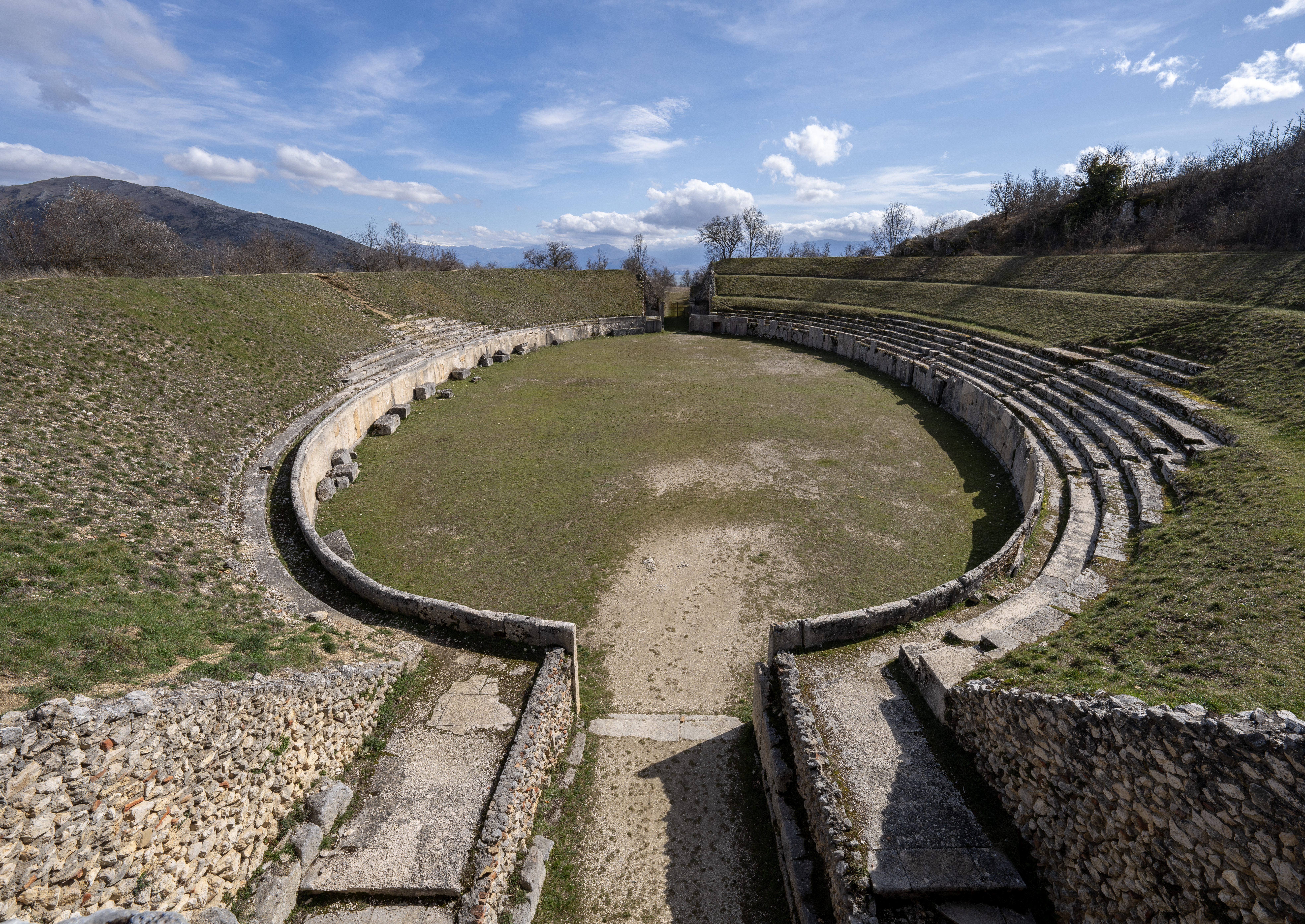
Veduta dell'anfiteatro albense.

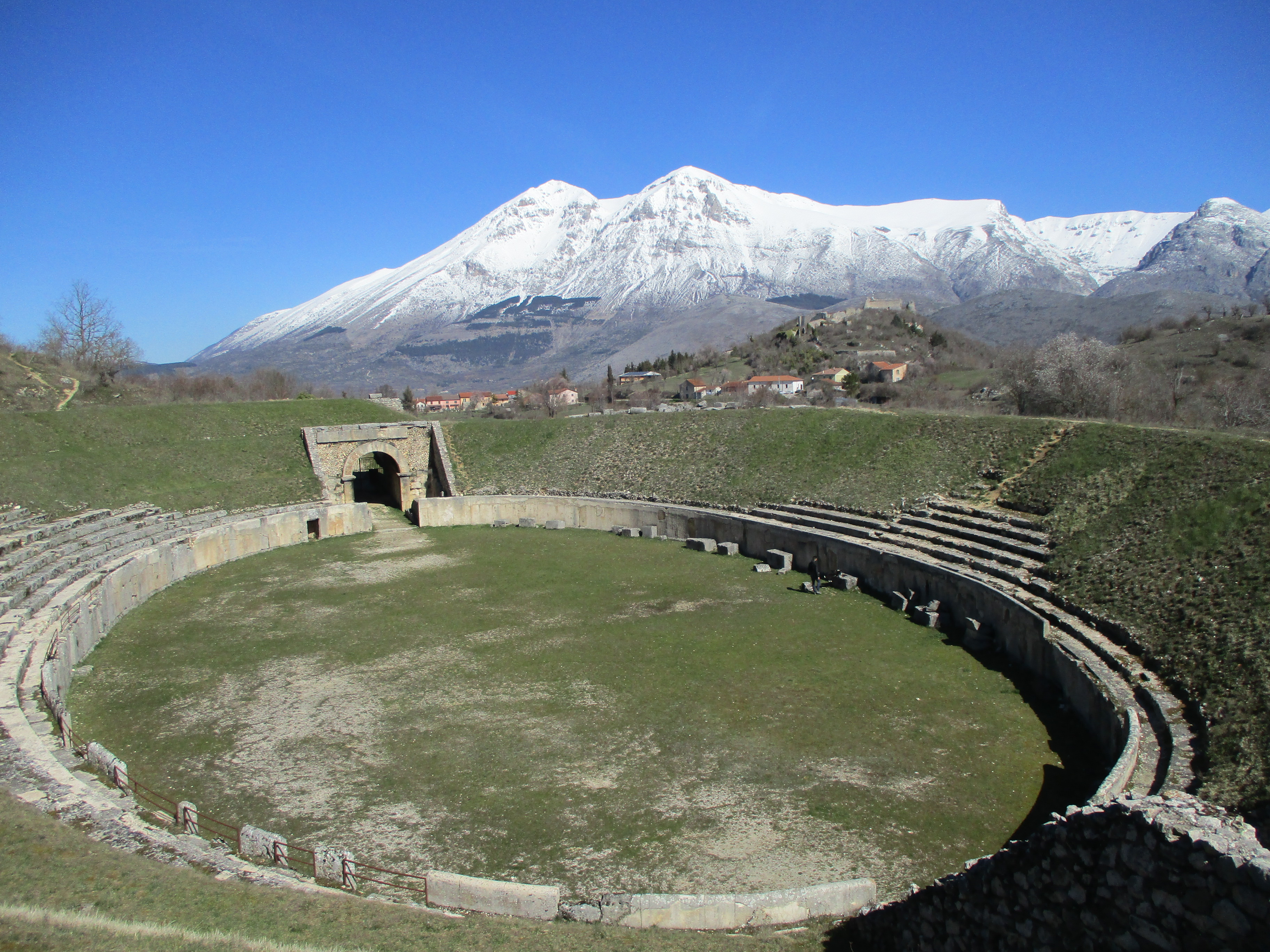
L'anfiteatro e, sullo sfondo, il massiccio del Velino.

Nel centro dell'abitato era situato il forum (142 metri di lunghezza per 43,50 di larghezza), su cui si affacciavano i più rappresentativi edifici pubblici cittadini: la basilica, dove si trattavano gli affari e si amministrava la giustizia, edificata con ogni probabilità fra la fine del II secolo a.C. e i primi decenni del secolo successivo; il macellum (mercato), della stessa epoca e, contigue ad esso, le terme, costruite in età tardo-repubblicana, ma ampliate in epoca imperiale. Queste ultime erano decorate con preziosi mosaici raffiguranti scene e soggetti marini. Ad Alba Fucens era presente anche un anfiteatro, di forma ovale che misura 96 metri per 79, realizzato grazie al legato testamentario del Prefetto del Pretorio Nevio Sutorio Macrone, nato ad Alba e vissuto durante il regno dell'imperatore Tiberio. Sono numerose le abitazioni appartenenti al patriziato locale, fra cui una villa nota come domus. Sul fianco del colle Pettorino si trovano i resti della cavea e di altri elementi del teatro romano di Alba Fucens.
Numerosi erano anche gli edifici religiosi sia nel centro urbano, come il tempio di Iside e il sacrario di Ercole, che sulla collina situata all'estremità occidentale dell'abitato. Quest'ultima era occupata da alcuni luoghi di culto, fra cui un tempio dedicato ad Apollo, trasformato in chiesa cristiana e ampiamente ristrutturato in età medievale, noto come chiesa di San Pietro in Albe che contiene antiche colonne ed alcuni mosaici di fattura cosmatesca. È l'unica chiesa monastica in Abruzzo in cui la navata centrale è separata da quelle laterali da antiche colonne. Gravemente danneggiata dal terremoto di Avezzano del 1915, è stata oggetto a cominciare dagli anni Cinquanta di una campagna di restauri, attraverso un'anastilosi quasi completa, guidata tra il 1955 e il 1957 da Raffaello Delogu.
Resti del sifone rovescio in località Arci e dell'acquedotto romano di Alba Fucens, costruito in età tardo-repubblicana sono parzialmente visibili lungo il percorso originario del canale ipogeo che collegava la colonia con la sorgente di Sant'Eugenia oltre il valico di Fonte Capo la Maina, nei pressi della contemporanea frazione di Santa Jona.
La chiesa di San Nicola venne edificata invece nel Seicento. Distrutta dal sisma del 1915 fu ricostruita presso il nuovo nucleo abitato di Albe riutilizzando alcuni materiali provenienti dall'edificio originario e dal sito archeologico sottostante.

## Architetture religiose

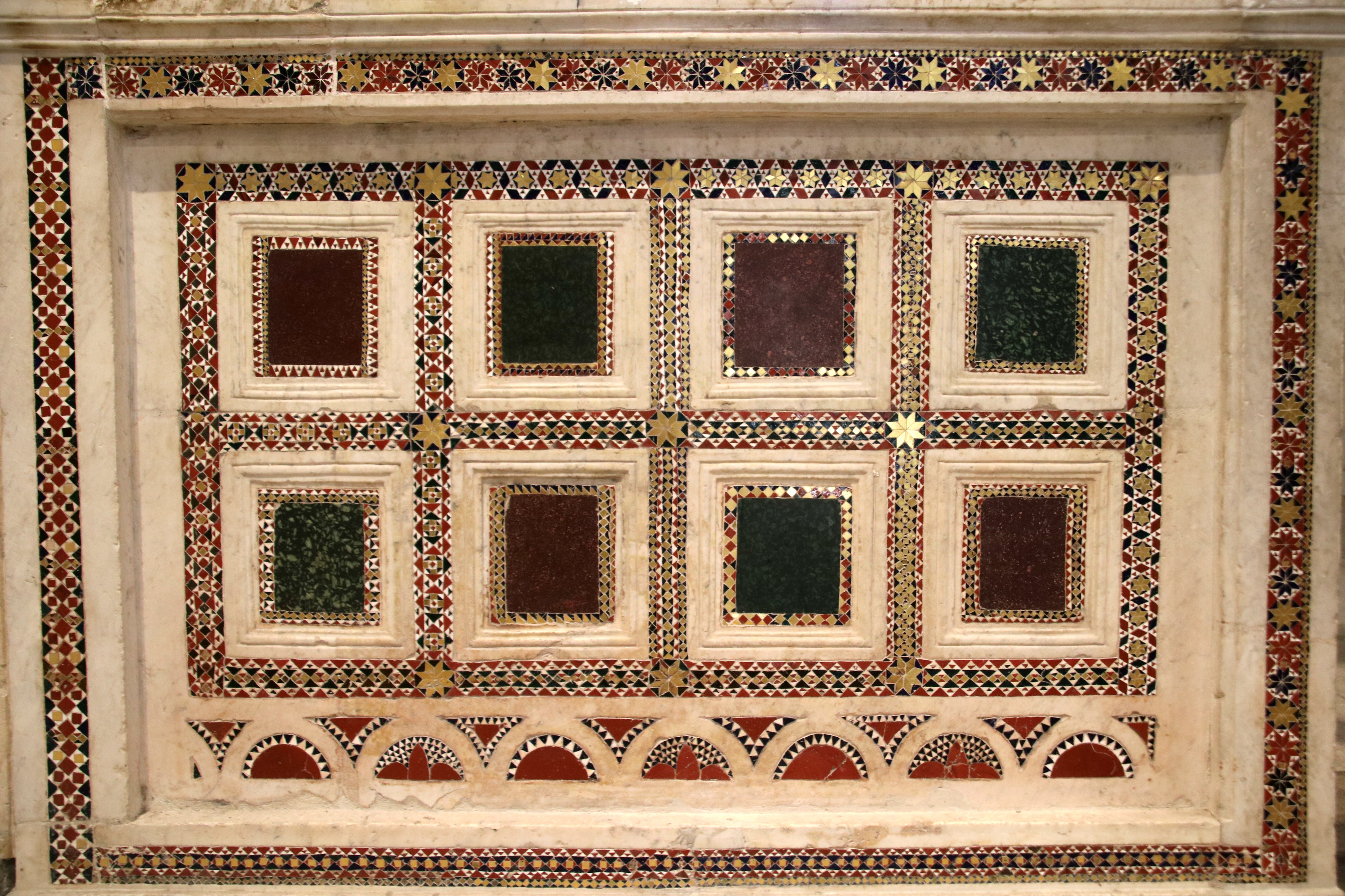
Particolare dell'iconostasi di San Pietro in Albe.

Chiesa di San Pietro in AlbeLa chiesa fu costruita nel IX secolo sui resti del tempio di Apollo dai monaci dell'abbazia di San Clemente a Casauria. Nel XII secolo fu ampliata con la creazione di tre navate. Il terremoto della Marsica del 1915 causò la perdita degli arredi barocchi e danneggiò gravemente gran parte dell'edificio. La chiesa fu ricostruita fedelmente a cominciare dagli anni Cinquanta per anastilosi. Presenta le colonne del tempio primordiale e un ambone con iconostasi dell'aquila romana. Alla sesta colonna l'iconostasi cosmatesca realizzata nel Duecento dal maestro Andrea separa la navata dal coro. Le quattro colonnine tortili rubate nel 1997 e ritrovate danneggiate e in stato frammentario nel 1999 sono state restaurate con la tecnica 3D grazie al progetto denominato "Art Bonus" e riposizionate nel 2019.
Chiesa di San Nicola in AlbeDal XVII secolo sostituì d'importanza la diroccata chiesa di Santa Maria in Albe situata alle porte della cittadella medievale di Albe. Dopo il sisma del 1915 venne ricostruita più in basso, nel nuovo borgo di Albe, con il riutilizzo dei ruderi di quella crollata sul colle di San Nicola.

## Centro medievale e castello di Albe

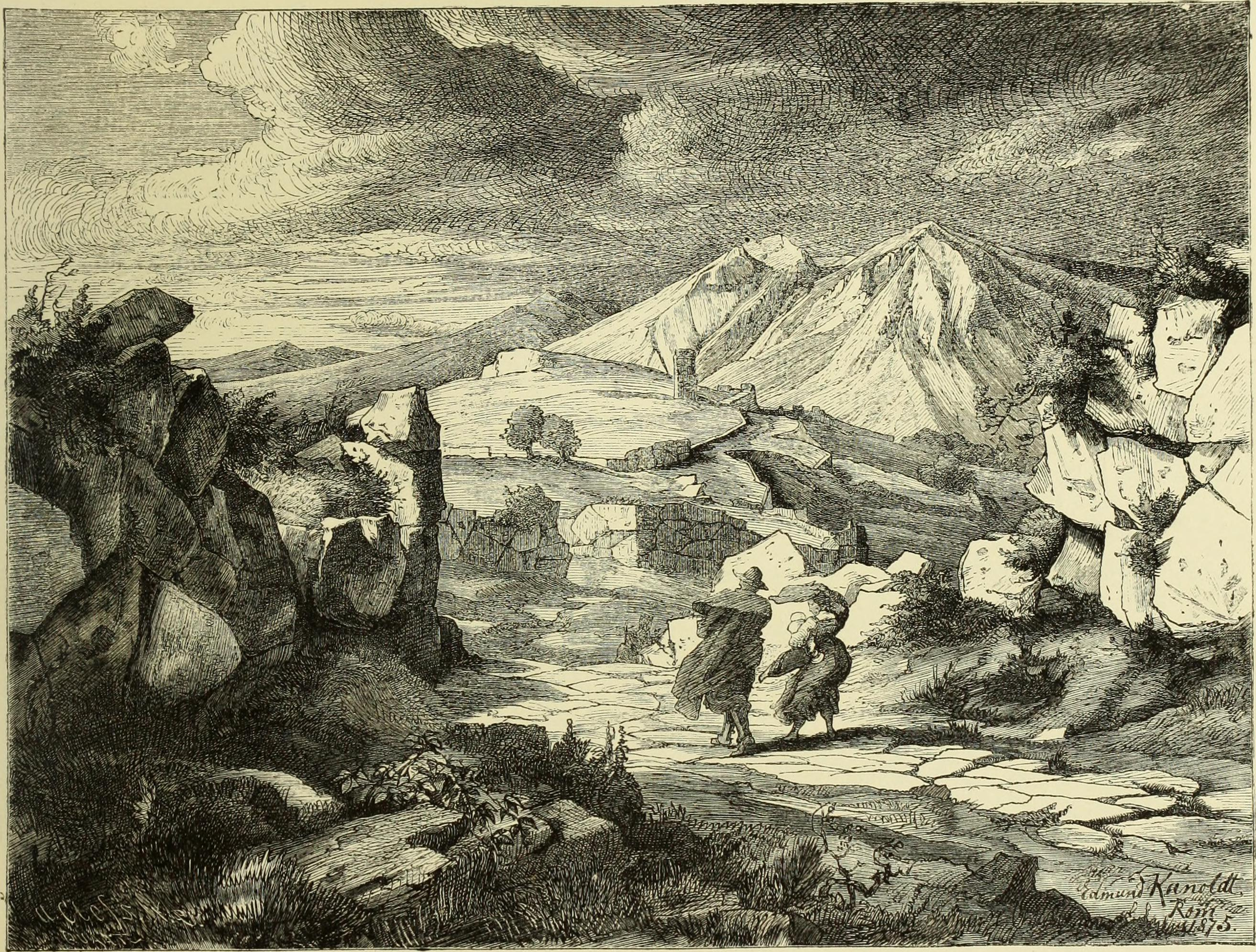
Litografia della porta di Massa (Italy from the Alps to Mount Etna, 1877).

Albe fu costruita nel Medioevo più in alto rispetto ad Alba Fucens, sulla collina di San Nicola. Fu feudo degli Orsini (XIV secolo) che vi costruirono il castello in posizione dominante sul lago Fucino. La cittadella medievale fu il capoluogo della contea di Albe.
La struttura militare si mantenne integra fino al terremoto della Marsica del 1915 quando fu gravemente danneggiata e abbandonata insieme al paese. Albe, ricostruita più in basso alle pendici del colle, è tornata a nuova vita con la realizzazione di varie attività e di una via di accesso ai ruderi del paese medievale.
Il castello è a pianta rettangolare con quattro torri, di cui solo una è scampata alla furia del sisma. Grazie alla torre superstite è possibile accertare il rimaneggiamento cinquecentesco con le tipiche merlature.